# Rhaucus vulneratus
Rhaucus vulneratus is een hooiwagen uit de familie Cosmetidae.